# Nicolle De Bie-Leijten
Nicolle De Bie-Leijten, née le 11 novembre 1975 à Udenhout, est une coureuse cycliste néerlandaise, devenue également belge en 2006, spécialiste du cyclo-cross.

## Biographie
De 2006 à 2015, elle est mariée au coureur cycliste et directeur sportif d'équipe cycliste belge Danny De Bie. À partir de 2009, elle participe aux championnats belges de cyclo-cross, dont elle finit 6e
en 2009 et 2011 et 7e en 2010 et 2013. Elle est devenue directrice sportive de l'équipe féminine de Fidea en 2013.

## Palmarès en cyclo-cross

### Championnat du monde
- Monopoli 2003
  - 8e du championnat du monde de cyclo-cross

### Championnats nationaux
- 1990
  - 2e du championnat de Pays-Bas de cyclo-cross
- 1991
  -  Championne de Pays-Bas de cyclo-cross
- 1992
  - 3e du championnat de Pays-Bas de cyclo-cross
- 1993
  -  Championne de Pays-Bas de cyclo-cross
- 1995
  - 3e du championnat de Pays-Bas de cyclo-cross

### Autres
- 1995
  - Harderwijk
- 1997
  - Etten-Leur
  - 3e à Gieten
  - 2e à Sint-Michielsgestel
- 2000
  - Erp
  - Geldermalsen
- 2001
  - 2e à Gieten
- 2002
  - 3e à Gieten
- 2003
  - 2e du Surhuisterveen Centrumcross
  - 3e du Krawatencross
- 2008
  - Zonhoven
- 2010
  - Fort (Kessel)